# Полиция нравов (группа)
«Полиция нравов» — эпатажный музыкальный дуэт 1990-х годов, впоследствии группа с единственной солисткой (Фрида) и подтанцовкой. Сценический образ: бритые наголо ярко накрашенные девушки в облегающих костюмах. Самые известные композиции группы: «Парень из Техаса», «Я тащусь от тебя», «Baby», «Девушки хотят» и др.

## История создания
В 1990 году композитор Вадим Пташинский создаёт в Донецке женский дуэт «Леди Стайл». За два с половиной года команда раскручивается, нарабатывает репертуар. В составе было 4 участника — сам Пташинский (композитор, аранжировщик и гитарист), Олег Берг (клавишник и аранжировщик) и две солистки. В конце 1992 года группа приезжает из Донецка в Москву. В начале творческой карьеры дуэт выглядел обычно: брюнетка Фрида, блондинка Ангел, и двое музыкантов на заднем плане. Позже группа переименована в «Полицию нравов».
Была записана композиция «Парень из Техаса», композитором которой стал А. Укупник. Укупник согласился продюсировать коллектив и договорился о съёмках клипа с санкт-петербургским клипмейкером Олегом Гусевым. По замыслам певца и композитора, предполагалось сделать основной акцент на привлекательной внешности вокалисток с налётом лёгкой эротики.
По признанию солистки «Полиции нравов» Фриды, произошёл конфликт с Укупником, поскольку девушки не захотели быть «эдакими сексуальными дурочками (ох уж эти мужчины!), у которых кроме аппетитных попок, длинных ножек и смазливых мордашек больше ничего нет ни в душе, ни в голове!».
Чтобы выделиться на большой эстраде, где подобных коллективов было уже множество, солистки (Фрида и Ангел) побрились наголо и заказали провокационные костюмы из кожи и металла. Пташинский понимал, что привлекая таким образом внимание к группе, он вызовет лишь кратковременный ажиотаж, который необходимо будет поддерживать ярким музыкальным материалом. Однако он решил рискнуть, и девушки согласились на авантюру. В январе 1993 года у дуэта появляется новое название, под которым группа и получила известность: «Полиция нравов». Продюсером группы становится Сергей Белоус, который до этого работал с Аркадием Укупником, Сергеем Чумаковым, такими коллективами как «Мираж», «Кар-мэн» и др.

## О группе
В новом имидже группа появилась на сцене впервые в апреле 1993 года, приняв участие в краснодарском телевизионном конкурсе молодых исполнителей «Звёздный дождь». Девушки исполняли композицию Venus из репертуара Shocking Blue и, несмотря на то, что не попали в список победителей, привлекли к себе внимание СМИ. Вскоре их пригласили на фестиваль «Поколение-93», а затем на «Славянский базар» в Витебск.
Некоторое время группа сохраняла популярность, периодически появляясь в рейтинговых телевизионных передачах. На пике популярности «Полиция нравов» организует кампанию «За безопасный секс».
Небольшой спад произошёл после ухода из группы одной из солисток: Ангел решила работать самостоятельно. Журналисты раздули скандал из этой истории и пророчили распад коллектива. Однако Фрида пригласила в «Полицию нравов» давнюю подругу, с которой работала ещё в Донецкой филармонии. Джина не стала копировать свою предшественницу, создав свой сценический образ.
В таком составе группа работала более четырёх лет. Было записано два альбома. «Полиция нравов» постоянно гастролировала по стране.
Группа принимала участие во множестве проектов. Так, например, в 1993 году Фрида и Ангел снялись обнажёнными для журнала «Пентхаус», который вышел 1-м номером в 1994 году (к этому времени Ангел уже покинула коллектив). Летом того же года «Полиция нравов», но уже другим составом, участвовала в фестивале «Голос Азии» в Алма-Ате. Девушки участвовали в шоу-круизе по Волге, многочисленных фестивалях («Шлягер-94», «Таврийские игры» на Украине и др.).
В 1995 году солистки «Полиции нравов» первыми из российских поп-артистов приняли участие в показе мод коллекции молодых дизайнеров.
В 1996 году группа выступила с сольным концертом в Санкт-Петербурге, в ССК «Юбилейный». Затем последовала серия концертов по стране в поддержку Б. Ельцина на президентских выборах «Голосуй или проиграешь!».
Не выдержав напряжённого графика, в 1997 году Джина покинула проект. Фрида приняла решение заняться сольной карьерой.
В 2001 году Фрида начала работать с травести-шоу «Райские птицы».
В 2004 году продюсеры набрали в коллектив молодых танцовщиц и с этого времени в афишах значилось «Фрида и „Полиция нравов“» (так теперь стала называться подтанцовка певицы).
Через пару лет продюсер Фриды и «Полиции нравов» Сергей Белоус отпустил дуэт в сольное плавание, в дуэте остались Пума и Мари, которые выступали под названием «Полиция нравов», а Фрида начала работу с «живыми» музыкантами. В интервью журналистам Фрида пророчила новому дуэту большое будущее, но после её ухода в доступных источниках о нём нет никакой информации.

### Фрида
Основная солистка «Полиции Нравов» Фрида родилась 23 мая 1971 года в семье музыкантов. По самым распространённым данным родители были солистами Киевского театра оперетты Существуют и другие мнения относительно её настоящей фамилии и биографии, которые не подтверждаются авторитетными источниками..
Её знают исключительно под именем Фрида: так она представляется во всех интернет-проектах и в интервью СМИ.
’’Аргументы и факты’’:

Почему Фрида? Потому что в интернете нельзя найти ни её настоящего имени, ни фамилии, и на интервью она их не раскрыла: «Моё полное имя можно не искать, просто зря потратишь время. Да и не нужно это. Меня знают как Фриду — этого достаточно».

На своём официальном сайте www.frida.ru Фрида объясняла значение своего псевдонима: с английского языка freedom переводится как «свобода» (перепечатки материалов находятся в свободном доступе, например, здесь: ).
Благодаря родителям Фрида получила профессиональное хореографическое и музыкальное образование.
В 1987 году работала в составе Заслуженного ансамбля песни и танца Украины «Донбасс». Затем в ансамбле «Алло» Донецкой филармонии.
В 1988 году по приглашению Вадима Пташинского приняла участие в проекте «Леди Стайл». На протяжении последующих пяти лет стала основной солисткой этого дуэта и возникшей на его основе группы «Полиция нравов».
После ухода из коллектива Джины группа распалась, а Фрида долгое время не выступала.
В 1996 году Фрида снялась в фильме М. Ибрагимбекова «Мужчина для молодой женщины».
В конце 1990-х годов Фрида стала хореографом, постановщиком и сопродюсером обновлённой группы «Мираж» (при её участии вышли два альбома: «Dance remix» и «Версия 2000»). Существует неподтверждённая авторитетными источниками версия, что в 2004 году голос Фриды записали поверх старой фонограммы М. Суханкиной для альбома «Старое по новому».
В 2000 году Фрида помогла издать альбом молодому казахстанскому певцу Рахату. В это время она вышла замуж за своего продюсера Сергея Белоуса.
Некоторое время Фрида выступала одна. Первое выступление прощло 19 июня 2001 года на частной вечеринке. Её концерт представлял собой яркое костюмированное шоу. Сольно она выпустила альбомы «Фрида», «Девушки хотят…», «Я тащусь от тебя…» и «Тебе».
В 2005 году Фрида снялась в телесериале А. Агафонова о чеченских подростках «Доки». Специально для фильма певица со своим коллективом записала саундтрек.
В начале 2010-х годов Фрида продолжила работать саунд-продюсером группы «Мираж-junior».
После рождения дочери редко выступает в концертных программах.
С 2022 года вместе с Алиной Айс стала участницей проекта «RUсские Ракеты».

## Дискография

### Парень из Техаса (1994)
Альбом записывался на студии Ю. Лозы.
1. Парень из Техаса
2. Alive
3. Тинэйджер
4. Бежевый принц
5. Люби себя
6. Джозефина
7. Будь самим собой
8. Вспомни себя
9. Venus (из репертуара Shocking blue)
10. Back in USSR
11. Вставай

### Не обещай (1995)
В альбом вошла песня А. Пугачёвой «Не обещай», клип на которую пошёл в ротацию на ТВ
1. Бежевый принц
2. Всё, что я захочу
3. Sunny (из репертуара Boney M.)
4. O.K., my boys
5. Вспомню себя
6. America
7. Будь самим собой
8. Не обещай
9. Рассвет

### Baby (1997)
1. Бэби (Пташинский В. — Алов А.)
2. Моя любовь (Пташинский В. — Алов А.)
3. Не надо плакать (Пташинский В. — Алов А.)
4. Любовь одна виновата (Зацепин А. — Дербенёв Л.)
5. Я хочу сказать тебе (Пташинский В. — Алов А.)
6. Шальные танцы (Чернов А. — Алов А.)
7. Venus (из репертуара Shocking blue)
8. До свидания, лето (Зацепин А. — Дербенёв Л.)
9. Блондинки (Лебедева О. — Алов А., Лебедева О.)
10. Колыбельная (Берг О. — Алов А.)

### Фрида NEW (2000)
1. В очереди за счастьем
2. Если ты не со мной
3. Сон
4. Девчонки и мальчишки
5. Синеглазый мальчик
6. Да
7. Предчувствие любви
8. Я верю
9. Бежевый принц

### Девушки хотят… (2002)
Презентация альбома «Девушки хотят» прошла в Московском клубе «Шанс» 15 мая 2002 года. В финале вечера Фрида угощала гостей огромным тортом в виде американского флага.
1. Девушки хотят… (Д. Чернышов — Н. Немченко)
2. Я без тебя (С. Сазонов — С. Сазонов, В. Пташинский)
3. Танцы нашей любви (С. Сазонов — В. Зейфер, В. Пташинский)
4. Девчонки и мальчишки (С.Сазонов — А.Алов)
5. Да (В.Пташинский — К. Крастошевский)
6. Рассвет (В.Пташинский — А.Алов)
7. Ты уйдёшь (С.Сазонов — А.Алов)
8. Блондинки (О.Лебедева — О.Лебедева, А.Алов)
9. Парень из Техаса (А.Укупник — К.Крастошевский)
10. Venus (из репертуара Shocking blue)
11. The Locomotion (Дж. Гоффин — К. Кинг)
12. Девушки хотят… (travesti mix)

### Я тащусь от тебя (2003)
1. Бегут минуты
2. Я не вернусь
3. Я буду с тобой
4. Не твоя печаль
5. 200 лет погони
6. Я тащусь от тебя
7. Просто люби
8. Таю
9. Вспомню себя
10. На восток
11. Бегут минуты (first version)
12. Парень из Техаса

### Тебе (2004)
Альбом вышел 25 ноября 2004 года на фирме «Мистерия звука». Вначале был записан клубный вариант альбома, но продюсер С. Белоус настоял на записи со звучанием неэлектронных инструментов. Фрида признаёт, что это было дальновидное решение, позволившее ей показаться в новом образе: музыка стала более душевной, искренней. Презентуя альбом, Фрида прочла эссе собственного сочинения, в котором «зашифровала» названия своих песен.
1. Услышь меня
2. Зачем
3. Я живу тобой
4. Сгораю
5. Ночь бессонниц
6. Облаком тает
7. Принимай моё решение
8. Все равно будем вместе
9. На прощание
10. Белая дверь

## Интересные факты
- По данным интернет-портала www.zvezdi.ru солистки «Полиции нравов» первыми из российских поп-певиц обрили головы[12].
- Фрида — первая российская певица, принявшая участие в ряде благотворительных программ по ВИЧ-профилактике (по приглашению радио BBC и российского Фонда «Имена» она принимала участие в цикле передач на эту тему). За бескорыстный вклад в дело борьбы против СПИД в России и странах СНГ в 1998 году Фрида стала лауреатом премии, учреждённой Фондом «Имена»[2].
- По заверениям певицы, она никогда не пробовала наркотики и относится к их употреблению резко отрицательно[5].
- Однажды Фрида нарушила негласный актёрский запрет (не щелкать перед концертом семечки; иначе, по поверью, денег не будет). Сорвалось два гастрольных концерта «Полиции нравов», и после этого случая она не притрагивается к семечкам вообще[11].

## Пресса о группе
- Леонид Белага, «Спид-Инфо»:

«„Полиция Нравов“ — бритоголовые революционерки отечественной эстрады. Когда они только появились — две хрупкие девочки с песенками о садомазохизме и сексе тринадцатилетних, зрителю как-то стало не по себе. Сейчас к лысеньким привыкли…»
- Ольга Тумасова, «Час пик» (Санкт-Петербург):

«Их не спутаешь ни с кем, а это такая редкость! И не в лысинах здесь дело! Их невозможно просто так слушать, их нужно смотреть! Они агрессивны и нежны так, как могут быть агрессивны и нежны только настоящие женщины. От напора их энергии зал начинает дымиться. Их движения отточены. Они единое целое, распадающееся на невообразимые геометрические фигуры, чтобы снова соединиться и скользить, перетекая из формы в форму, когда не понятно, тела это или просто воздух. Они заполняют собой всё пространство сцены и подчиняют себе зрительный зал. Ими восхищаются и возмущаются, их любят и ненавидят…»
- Анна Демидова, «Интербизнес»:

«Существует огромное поле нашей эстрады. Причём сорняки растут на нём быстро и без проблем. Культурные растения редки и должны быть занесены в „Красную книгу“. У этой группы в нашей стране нет ни предшественников, ни последователей. Они — единственные и неповторимые…»
- Илма Звирбуле, «Ригас Баллс» (Рига):

«Если уж о ком из московских звёзд идут пересуды, так это о „Полиции нравов“. Плохие девчонки! Вызывающие! Шокирующие! Игнорирующие каноны. Но бесспорен рывок, с помощью которого ворвались в мир эстрады, полный интриг, скандалов и легенд. Главное они талантливы и очень трудоспособны, уверены в своих силах. „Полиция нравов“ провела несколько дней в Латвии, дав два концерта. Мне в очередной раз пришлось убедиться, что не каждый артист, о котором ходят леденящие кровь слухи, является в повседневной жизни монстром. Да, сценический образ выдерживается абсолютно, смело до бесстыдства. Но человек не всегда находится в лучах прожекторов…»
- Надежда Левченко, «Ведомости Daily» (Киев):

«„Полиция Нравов“ — явление на эстраде. Если вы будете на концерте, то увидите, что никто не будет танцевать. Может пару человек из зала и захотят выйти, но остальные с отвисшими челюстями будут только смотреть. Почему? Да потому, что смотреть по ТВ — это одно дело, а вот увидеть воочию и чувствовать их энергетику — это совершенно другое…»